# Herrmann Mostar
Gerhart Herrmann Mostar, eigentlich Gerhart Herrmann, häufig auch Gerhart Hermann Mostar oder Hermann Mostar (* 8. September 1901 in Gerbitz; † 8. September 1973 in München) war ein deutscher Schriftsteller, der als Lyriker und Feuilletonist, zeitweise auch als Erzähler, Dramatiker und Kabarettist, bekannt war. Berühmt wurde er als kritischer Gerichtsreporter.

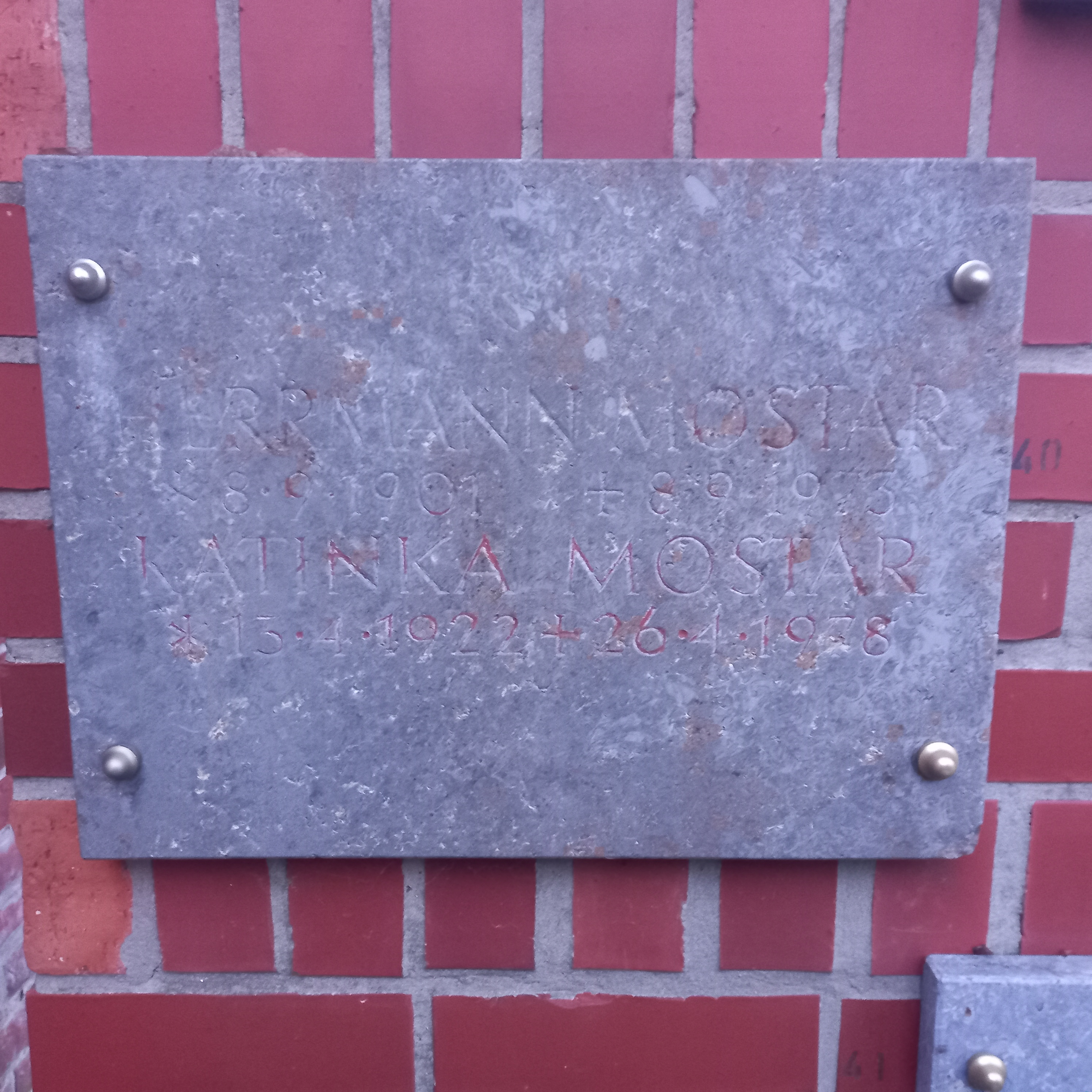
Das Grab von Hermann Mostar und seiner Ehefrau Katharina (Katinka) geborene Strohbach auf dem Nordfriedhof (München)

## Leben
Mostar entstammt einer Lehrerfamilie; sein Vater war zudem evangelischer Kirchenmusikdirektor. Seine Gymnasialzeit verbrachte Mostar in Bernburg (Gymnasium Carolinum Bernburg) und Hamburg.

### Journalist und Romanschriftsteller
Nach seiner Ausbildung zum Volksschullehrer in Quedlinburg studierte er parallel zu seiner Lehrertätigkeit Philosophie und vergleichende Sprachwissenschaft in Halle.
Ab 1921 arbeitete Mostar als Redakteur in Bochum, Berlin und München.
Während einer Vagabundenzeit auf dem Balkan Ende der 20er/Anfang der 30er Jahre legte er sich das Pseudonym Mostar zu.
Unter diesem wurde er für Romane wie Der Aufruhr des schiefen Calm (1929) oder Schicksal im Sand (1931), in denen sich bereits die humanitäre Gesinnung des Autors zeigt, bekannt.

### Bücherverbrennung und Emigration
1933 flüchtete Mostar nach der Machtergreifung Hitlers aus Deutschland nach Österreich. Zuvor wurde sein Karl-Marx-Roman Der schwarze Ritter von der SPD-Parteizeitung Vorwärts, deren Mitarbeiter Mostar zeitweise war, illegal gedruckt und Abonnenten zugesandt. Bis 1938 blieb er in Österreich und schrieb beispielsweise für den Wiener Tag, die Arbeiter-Zeitung, das Kabarett Der liebe Augustin und das Kabarett ABC. Nach dem Anschluss 1938 musste er nach Belgrad flüchten. Während der Zeit der Emigration verdiente er seinen Lebensunterhalt als Hauslehrer, Regisseur, Übersetzer und Journalist.

### Kabarettist und zeitkritischer Stückeschreiber
Direkt nach dem Zweiten Weltkrieg ging er nach Bayern und gründete dort das äußerst erfolgreiche Kabarett Die Hinterbliebenen (bis 1948).
1946 wurden seine Schauspiele Der Zimmerherr, eine Satire gegen Adolf Hitler und das Zeitstück Meier Helmbrecht uraufgeführt. Ersteres zeigte Hitler als kleinbürgerlichen Despoten mit Hang zum Nachbarschaftsstreit (die Familie der Zimmerwirtin steht hierbei synonym für das deutsche Volk, die übrigen Nachbarn für Europa). Bereits in der Emigration hatte er das im Jahr darauf gedruckte Stück Putsch in Paris verfasst. Neben seinen in der direkten Nachkriegszeit zeitkritisch-satirischen Stücken kann Bis der Schnee schmilzt (1948) als reines Lustspiel gelten. Mit Die Geburt (1947) versuchte sich der Dramatiker Mostar zudem auch an einem weihnachtlichen Mysterienspiel.

### Hörfunkautor und „Erfinder“ der Singfabel
Für den Hörfunk entwickelt Mostar bereits vor 1933 „Singfabeln“ wie Der arme Heinrich (1928) und Aucassin und Nicolette (1952) nach einem aus dem alten Frankreich stammenden Stoff. Auch schrieb er einige Hörspiele wie Pan Stjepan, Der Tanz von Cölbigk und das anrührende John Walker schreibt seiner Mutter, welches Mostar Eingang in Reclams Hörspielführer verschaffte, sowie Sendereihen (z. B. Das Gericht zieht sich zur Beratung zurück; siehe nächster Abschnitt).
Bereits 1948 bearbeitete Mostar seinen Zimmerherrn als Hörspiel. In der Ausstrahlung des MDR sprach Franz Kutschera die Rolle des Adolf Hitler.

### Deutschlands bekanntester Gerichtsreporter
Ab 1948 lebte Mostar in Stuttgart, wo er in größerem Umfang zu publizieren begann – er, der durch die Zeitumstände und seine Emigration ein wenig in Vergessenheit geraten war, wurde nun durch sozialkritische Gerichtsreportagen im Rundfunk einem noch breiteren Publikum bekannt. Bei Radio Stuttgart, wo er bereits zuvor eine Zeit lang als vielbeachteter Laienprediger das Wort zum Sonntag gesprochen hatte, liefen regelmäßige Sendungen, in denen er als Gerichtsreporter auftrat, die auch von anderen Sendern übernommen wurden. Mostars generell kritische Haltung den Gerichten gegenüber beschwor Skandale herauf, aufgrund derer sich schließlich sogar der Landtag für Württemberg-Hohenzollern im Juli 1949 mit dem Verhältnis von Presse und Gericht beschäftigte.
Mostars Prozessberichte erschienen in Buchform, unter anderem in Im Namen des Gesetzes (1950), Nehmen Sie das Urteil an? (1957) und Liebe vor Gericht (1961). Seine brisanteste diesbezügliche Veröffentlichung war jedoch Unschuldig verurteilt (1956), in der dreizehn Justizmorde letztlich auf die formal-juristische Rechtsprechung per se zurückgeführt wurden.

### Meister der kleinen Form
Mehr und mehr wendet sich Mostar, nachdem er zunächst Romane, dann eine Zeit lang Theaterstücke verfasst hatte, der kleineren Form, dem Bericht etwa, aber auch der Anekdote, zu, z. B. in den Kritischen Kalendern ab 1960, die A. Paul Weber illustrierte. Auch erstellte er freie Übersetzungen der Epigramme des Marcus Valerius Martialis.
Außerdem machte er als humoristisch-satirischer Essayist auf sich aufmerksam: Die als „historische Plaudereien“ bezeichneten Weltgeschichte – höchst privat (1954) und Liebe Klatsch und Weltgeschichte (1966) sowie die Haustierliebhaber-Satire Die Arche Mostar (1969) hatten großen Erfolg.
Mit den heiteren Essays in enger Verwandtschaft stand auch seine Lyrikproduktion – die umfangreichen satirischen Versdichtungen In diesem Sinn … (1956 ff.) zeigen Mostar als Gebrauchslyriker, der in der Lage war, ganze Themenkreise, wie gutes Benehmen als Knigge II oder Jugendaufklärung als Onkel Franz pointiert in Versform abzuhandeln.
Mostars geringe Romanproduktion nach 1945 verlagert sich ebenso mehr auf einen satirisch-kritischen Schwerpunkt: Der Kleinstadtroman Und schenke uns allen ein fröhliches Herz (1953) bestach hauptsächlich durch glänzende humorvolle Passagen. Auch dieser – da episodisch angelegt – ist im Prinzip schon der kleineren Form verpflichtet.
Für die Stuttgarter Zeitung füllte Mostar, der seine Schriftstellerkarriere als Journalist begann, außerdem lange Zeit einmal wöchentlich die Hälfte der Seite drei, wo diese Zeitung besonders wichtige Berichte und Kommentare veröffentlicht.

### Sonstiges
In seinen letzten Lebensjahren war der Schriftsteller Mostar durch Rundfunk, Presse und Schallplatte multimedial präsent.
Mit Der schlesische Schwan betätigte Mostar sich 1953 auch als Herausgeber, indem er zu seinem Hörspiel über Friederike Kempner Das Genie der unfreiwilligen Komik die eigenartige Lyrik der unbeholfenen Dichterin auch im Buch veröffentlichte. Mit Der neue Pitaval (1963) begann er zudem zusammen mit Robert A. Stemmle eine auf etwa fünfzig Bände angelegte „Sammlung berühmter und merkwürdiger Kriminalfälle“.
Mostar starb 1973 an seinem 72. Geburtstag. Seine Grabstätte befindet sich auf dem Münchner Nordfriedhof.

## Wirkung
In der Bundesrepublik bald nur noch für seine Prozessberichte und heiteren Essays und Gedichte bekannt, z. T. auch als Unterhaltungsschriftsteller abgetan, nach seinem Tode kaum noch gewürdigt, wurde Mostar in der DDR als Prototyp des systemkritischen Autors im Kapitalismus hochgehalten: Man sah in seinem Werk „Demagogie, Korruption, Opportunismus, Aufrüstung und kapitalistische Ausbeutung gegeißelt“ (Lexikon deutschsprachiger Schriftsteller; 1975).

## Werke

### Romane
- Der Aufruhr des schiefen Calm (1929)
- Schicksal im Sand (1931)
- Der schwarze Ritter (1933)
- Und schenke uns allen ein fröhliches Herz (1953)
- Bis die Götter vergehen (1954)

### Versdichtung
- Der arme Heinrich (1928)
- Einfache Lieder (1947)
- In diesem Sinn Dein Onkel Franz (1956)
- In diesem Sinn die Großmama (1958)
- In diesem Sinn Ihr Knigge II (1961)
- In diesem Sinn vergnügte Messe (1962)
- In diesem Sinn wie Salomo (1966)
- Frech und frivol nach Römersitte (1967)

### Dramatik

#### Schauspiel
- Putsch in Paris (1938/1947)
- Der Zimmerherr (1946)
- Meier Helmbrecht (1946)
- Die Geburt (1947)

#### Hörspiel
- 1948: Der Zimmerherr. Regie: Rudolf Hahn. Prod.: MDR.
- 1952–1954: Das Gericht zieht sich zur Beratung zurück (19 von 79 Folgen). Regie: Gerd Fricke. Prod.: NWDR Hamburg.
- 1953: Das Genie der unfreiwilligen Komik. Ein Hörspiel über Friederike Kempner. Regie: Peter Glas. Prod.: BR.
- 1953: John Walker schreibt an seine Mutter. Regie: Fritz Schröder-Jahn. Prod.: NWDR Hamburg.
- 1961: Der rasende Rotstift. Vom Wesen und Walten der Zensur. Bearbeitet von Helmuth Schattel. Regie: Paul Land. Prod.: SDR.
- Der Tanz von Cölbigk (Produktionsdaten nicht bekannt)
- Pan Stjepan (Produktionsdaten nicht bekannt)

#### Fernsehspiel
- John Walker schreibt an seine Mutter (1954, NWDR)

### Essay, Anekdotik
- Weltgeschichte - höchst privat (1954)
- Bis die Götter vergehen (1954)
- Aberglaube für Verliebte (1955)
- Die Arche Mostar (mit Zeichnungen von Karl Staudinger) (1959)
- Das Wein- und Venusbuch vom Rhein (1960)
- Spiel mit Rehen (1960)
- Kritischer Kalender (1960 ff.)
- Liebe, Klatsch und Weltgeschichte (1966)

### Reportagen, Berichte u.ä.
- Prozesse von heute (1950)
- Im Namen des Gesetzes (1950)
- Das Recht auf Güte (1951)
- Liebe vor Gericht (1951)
- Verlassen, verloren, verdammt (1952)
- Richter sind auch Menschen (1955)
- Unschuldig verurteilt (1956)
- Nehmen Sie das Urteil an? (1957)

### Herausgeberschaft
- Der schlesische Schwan (1953)
- Der neue Pitaval (1963 ff.)
- Ich bin ja so galant Madame (1963)
- Zärtliches Spiel (1966)
- Die Höllenmaschinen des Dandy Keith (mit R. A. Stemmle), Reihe Justitia. Sensationelle Kriminalfälle, München 1967